# Serémange-Erzange
Ne doit pas être confondu avec Sermange ou Ersange.
Serémange-Erzange, prononcé [səʁemɑ̃ʒ ɛʁzɑ̃ʒ] ou [seʁemɑ̃ʒ ɛʁzɑ̃ʒ], est une commune française située dans le département de la Moselle, en région Grand Est.

## Géographie

### Localisation
La ville est située dans la vallée de la Fensch à 9,5 km au sud-ouest de Thionville.
Elle est composée de Serémange, Erzange et Suzange.
|         |                   |          |
| Hayange | Serémange-Erzange | Florange |
|         | Fameck            |          |

### Hydrographie

#### Réseau hydrographique
La commune est située dans le bassin versant du Rhin au sein du bassin Rhin-Meuse. Elle est drainée par la Fensch.
La Fensch, d'une longueur totale de 15,2 km, prend sa source dans la commune de Fontoy et se jette  dans la Moselle à Illange, après avoir traversé huit communes.

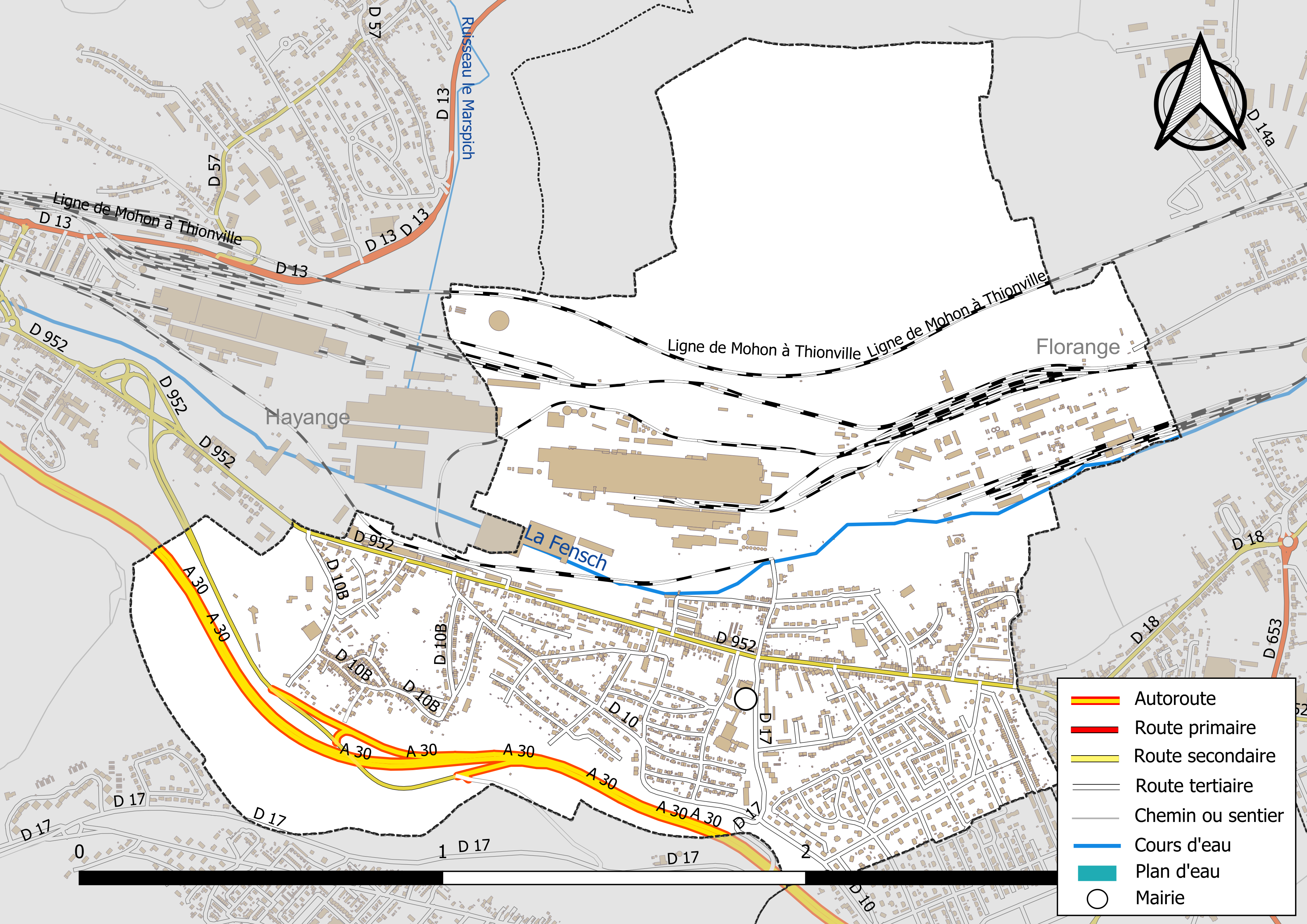
Réseaux hydrographique et routier de Serémange-Erzange.

#### Gestion et qualité des eaux
Le territoire communal est couvert par le schéma d'aménagement et de gestion des eaux (SAGE) « Bassin ferrifère ». Ce document de planification, dont le territoire correspond aux anciennes galeries des mines de fer, des aquifères et des bassins versants associés, d'une superficie de 2 418 km2, a été approuvé le 27 mars 2015. La structure porteuse de l'élaboration et de la mise en œuvre est la région Grand Est. Il définit sur son territoire les objectifs généraux d’utilisation, de mise en valeur et de protection quantitative et qualitative des ressources en eau superficielle et souterraine, en respect des objectifs de qualité définis dans le SDAGE  du Bassin Rhin-Meuse.
La qualité de la Fensch peut être consultée sur un site dédié géré par les agences de l’eau et l’Agence française pour la biodiversité.

### Climat
Pour des articles plus généraux, voir Climat du Grand Est et Climat de la Moselle.
En 2010, le climat de la commune est de type climat des marges montargnardes, selon une étude du Centre national de la recherche scientifique s'appuyant sur une série de données couvrant la période 1971-2000. En 2020, Météo-France publie une typologie des climats de la France métropolitaine dans laquelle la commune est exposée à un climat semi-continental et est dans la région climatique  Lorraine, plateau de Langres, Morvan, caractérisée par un hiver rude (1,5 °C), des vents modérés et des brouillards fréquents en automne et hiver. 
Pour la période 1971-2000, la température annuelle moyenne est de 9,7 °C, avec une amplitude thermique annuelle de 16,1 °C. Le cumul annuel moyen de précipitations est de 808 mm, avec 13,2 jours de précipitations en janvier et 9,1 jours en juillet. Pour la période 1991-2020, la température moyenne annuelle observée sur la station météorologique de Météo-France la plus proche, « Malancourt », sur la commune d'Amnéville à 8 km à vol d'oiseau, est de 10,2 °C et le cumul annuel moyen de précipitations est de 884,1 mm. 
La température maximale relevée sur cette station est de 39,3 °C, atteinte le 25 juillet 2019 ; la température minimale est de −17,9 °C, atteinte le 5 janvier 1985,,. 
Les paramètres climatiques de la commune ont été estimés pour le milieu du siècle (2041-2070) selon différents scénarios d'émission de gaz à effet de serre à partir des nouvelles projections climatiques de référence DRIAS-2020. Ils sont consultables sur un site dédié publié par Météo-France en novembre 2022.

## Urbanisme

### Typologie
Au 1er janvier 2024, Serémange-Erzange est catégorisée grand centre urbain, selon la nouvelle grille communale de densité à sept niveaux définie par l'Insee en 2022.
Elle appartient à l'unité urbaine de Thionville, une agglomération intra-départementale regroupant douze  communes, dont elle est une commune de la banlieue,,. Par ailleurs la commune fait partie de l'aire d'attraction de Luxembourg (partie française), dont elle est une commune d'un pôle secondaire,. Cette aire, qui regroupe 115 communes, est catégorisée dans les aires de 700 000 habitants ou plus (hors Paris),.

### Occupation des sols
L'occupation des sols de la commune, telle qu'elle ressort de la base de données européenne d’occupation biophysique des sols Corine Land Cover (CLC), est marquée par l'importance des territoires artificialisés (87,7 % en 2018), une proportion sensiblement équivalente à celle de 1990 (87,3 %). La répartition détaillée en 2018 est la suivante : 
zones urbanisées (35,6 %), zones industrielles ou commerciales et réseaux de communication (28,6 %), mines, décharges et chantiers (23,6 %), forêts (12,3 %). L'évolution de l’occupation des sols de la commune et de ses infrastructures peut être observée sur les différentes représentations cartographiques du territoire : la carte de Cassini (XVIIIe siècle), la carte d'état-major (1820-1866) et les cartes ou photos aériennes de l'IGN pour la période actuelle (1950 à aujourd'hui).

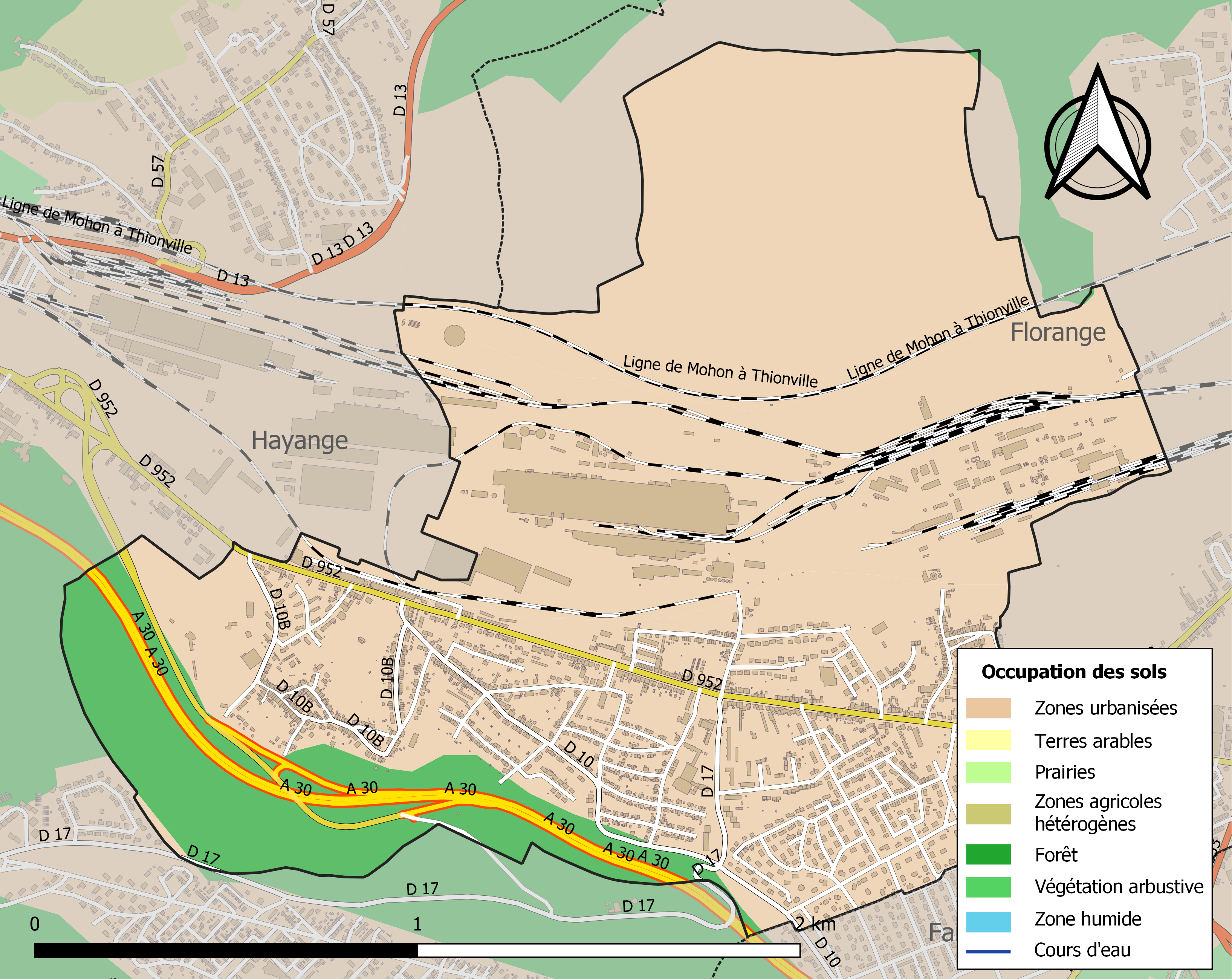
Carte des infrastructures et de l'occupation des sols de la commune en 2018 (CLC).

### Voies de communication et transmports
Serémange-Erzange est desservie par le réseau Citéline et par Fluo Grand Est.

## Toponymie
- Schremingen pendant l'annexion allemande. C'est ensuite le 1er janvier 1931 que la commune prit le nom de Serémange-Erzange à la suite de l'absorption de la commune d'Erzange.
- Seremange[18],[19],[20]: Sismereng, Sismerenga et Sismerengas (848), Sckramange et Skrémange (1686), Scheremange et Schrémange (XVIIIe siècle), Seremange (1790), Schrémange (XIXe siècle). Schreméngen[21] et Schremeng en francique lorrain.
- Erzange : Erisinga (875)[22], Eresengis (875), Herisinges (962), Erisengis (973), Erskange (1686), Erzange (1793). Ersingen en allemand[18]. Ierséngen en francique lorrain[21].
- Suzange : Susengis (875), Suzinges (962), Susanges (1221), Zusange (1686), Susingen (?). Süsingen en allemand[18]. Siséngen en francique lorrain[21].

## Histoire
Le hameau de Serémange placé en bordure de la voie romaine Daspich-Fontoy est nommément désigné pour la première fois en 848 sous le nom de Sismerenga. À cette époque, Serémange était une filiale de l’église de Florange.
Serémange-Erzange est citée au IXe siècle, sous le nom Sismerenga-Erezengis. Elle dépendait de l’abbaye messine de Sainte-Glossinde.
Citée en 1620 comme hameau de Florange.
Les hameaux de Suzange et d’Erzange apparaissent en tant qu’annexes de la paroisse de Hayange. Les trois hameaux dépendront très tôt de la seigneurie de Florange dont ils partageront pendant de longs siècles les hasardeuses destinées. Vers la fin du XVIIe siècle, le nom de Serémange s’orthographie Skremange et Schremange au XVIIIe siècle.
C’est en 1790 que les communes de Serémange et d’Erzange furent créées ; jusque-là elles n’avaient été que de simples annexes rattachées, la première à Florange, et la seconde à Hayange. La fusion entre Serémange et Erzange eut lieu le 1er janvier 1931. Serémange compte 221 habitants en 1802.
En 1817, Serémange, village de l’ancienne province des Trois-Évêchés sur la Fensch avait pour annexe le hameau de Suzange. À cette époque, il y avait 141 habitants répartis dans 30 maisons. À Erzange, il y avait 106 habitants répartis dans 11 maisons.
Le destin de la cité s’est vu lié depuis le XVIIe siècle avec celui de la sidérurgie avec l’arrivée des de Wendel, les premiers maîtres de forge. La forge de Suzange, dont les vestiges subsistent encore aujourd’hui sur les bords de la Fensch symbolise ce passé de labeur de la ville.
En 1930, fusion entre Serémange et Erzange.
Un des grands bouleversements qu’eut à subir la ville fut sans conteste l’installation dans les années 1950 des usines de Sollac qui allaient modifier considérablement la structure économique de la vallée et l’environnement de la commune par la destruction du village de Suzange en 1963.
En 1962, Serémange-Erzange compte 5 886 habitants. La population tend actuellement à se stabiliser autour de 4 100 habitants.
Aujourd’hui, la commune de Serémange-Erzange, qui s’est dotée au fil des ans de tous les équipements sociaux et culturels indispensables pour faire face aux besoins et nécessités de sa population, garde le souci constant de maintenir au sein de la vallée de la Fensch durement touchée par la crise de la sidérurgie, un équilibre démographique et économique qui lui permettra de poursuivre harmonieusement sa destinée.

## Politique et administration

### Communauté d'agglomération du Val de Fensh
La ville de Serémange-Erzange et neuf autres communes (Algrange, Fameck, Florange, Hayange, Knutange, Neufchef, Nilvange, Ranguevaux et Uckange, soit près de 70 000 habitants) constituent la communauté d'agglomération du Val de Fensh CAVF, entité homogène et cohérente.

### Liste des maires
| Période                                  | Période                   | Identité            | Étiquette | Qualité                                              |
| ---------------------------------------- | ------------------------- | ------------------- | --------- | ---------------------------------------------------- |
| 1931                                     | 1946                      | Nicolas Scharff     |           | Chanvrier                                            |
| 1946                                     | mars 1971                 | Lucien Houlle       |           |                                                      |
| mars 1971                                | mars 1977                 | Pierre Schoeffer    |           |                                                      |
| mars 1977                                | mars 1983                 | Bernard Cayetanot   | PS        |                                                      |
| mars 1983                                | 30 avril 2013 (démission) | Jean-Jacques Renaud | PS        |                                                      |
| 30 avril 2013                            | mars 2014                 | Michèle Wax         | PS        | Maire par intérim                                    |
| mars 2014                                | En cours                  | Serge Jurczak       | PCF       | Retraité 4e vice-président de la CA du Val de Fensch |
| Les données manquantes sont à compléter. |                           |                     |           |                                                      |

## Population et société

### Démographie
L'évolution du nombre d'habitants est connue à travers les recensements de la population effectués dans la commune depuis 1793. Pour les communes de moins de 10 000 habitants, une enquête de recensement portant sur toute la population est réalisée tous les cinq ans, les populations de référence des années intermédiaires étant quant à elles estimées par interpolation ou extrapolation. Pour la commune, le premier recensement exhaustif entrant dans le cadre du nouveau dispositif a été réalisé en 2004.

En 2022, la commune comptait 4 188 habitants, en évolution de −3,23 % par rapport à 2016 (Moselle : +0,52 %, France hors Mayotte : +2,11 %).
| 1793 | 1800 | 1806 | 1821 | 1836 | 1841 | 1861 | 1866 | 1871 |
| ---- | ---- | ---- | ---- | ---- | ---- | ---- | ---- | ---- |
| 383  | 111  | 144  | 143  | 270  | 243  | 400  | 451  | 468  |

| 1875 | 1880 | 1885 | 1890 | 1895 | 1900  | 1905  | 1910  | 1921  |
| ---- | ---- | ---- | ---- | ---- | ----- | ----- | ----- | ----- |
| 460  | 522  | 671  | 697  | 785  | 1 196 | 1 323 | 1 409 | 1 792 |

| 1926  | 1931  | 1936  | 1946  | 1954  | 1962  | 1968  | 1975  | 1982  |
| ----- | ----- | ----- | ----- | ----- | ----- | ----- | ----- | ----- |
| 1 996 | 4 078 | 3 853 | 3 838 | 5 810 | 5 853 | 4 976 | 4 613 | 4 547 |

| 1990  | 1999  | 2004  | 2006  | 2009  | 2014  | 2019  | 2022  | - |
| ----- | ----- | ----- | ----- | ----- | ----- | ----- | ----- | - |
| 4 143 | 4 035 | 4 025 | 4 056 | 4 182 | 4 327 | 4 163 | 4 188 | - |

### Enseignement
Les élèves de Serémange-Erzange sont rattachés à l'académie de Nancy-Metz qui fait partie de la zone B.
La ville possède une école maternelle et une école élémentaire.
Serémange-Erzange ne possède ni collège ni lycée.

### Sports
- Fensch Vallée Handball (fusion du Handball Club de Serémange-Erzange HBCSE, qui a évolué en Championnat de France de National 3, et du Florange Olympic Club Handball)[28].
- Football : Renaissance Sportive Serémange-Erzange RSSE, créée en 1927[29].

## Économie

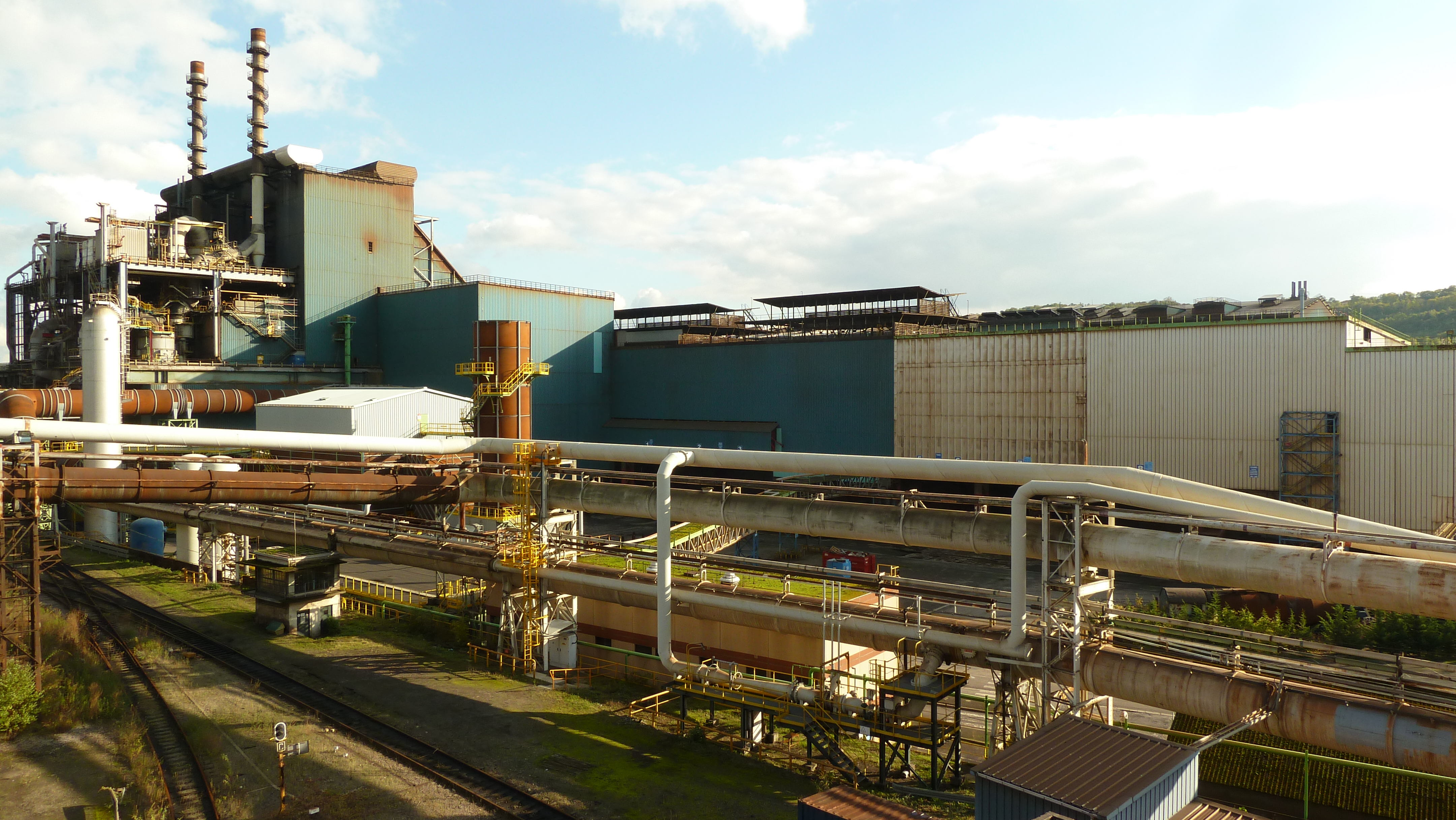
L'aciérie de Serémange-Erzange.

Jusque dans les années 1950, Serémange-Erzange était un petit bourg rural à vocation agricole. L'implantation de l'aciérie (intégrée au complexe de la ville voisine de Florange) bouleversa complètement l'économie de la ville. Cependant, l'aciérie ferma ses portes en 2012.
Le secteur tertiaire est désormais le plus développé.

## Culture locale et patrimoine

### Lieux et monuments

#### Édifices civils
- Passage d’une voie romaine.
- Le lavoir d'Erzange.

#### Édifices religieux
- Église paroissiale Saint-Joseph de 1874.
- Calvaires (dont un du XVIe siècle).

### Personnalités liées à la commune
- Adrien Printz, écrivain.

### Héraldique
| Blason de Serémange-Erzange | Blason  | D'argent à une croix engrêlée de gueules, à la bordure d'or, en sautoir, deux marteaux de sable brochant sur le tout. |
| Blason de Serémange-Erzange | Détails | Le statut officiel du blason reste à déterminer.                                                                      |